# Plagioscion auratus
Plagioscion auratus és una espècie de peix de la família dels esciènids i de l'ordre dels perciformes.

## Morfologia
- Els mascles poden assolir 34,6 cm de longitud total.[4][5]

## Alimentació
Els exemplars immadurs mengen larves d'insectes i crustacis (copèpodes i decàpodes) mentre que els adults es nodreixen de peixos.

## Hàbitat
És un peix d'aigua dolça, de clima tropical i bentopelàgic.

## Distribució geogràfica
Es troba a Sud-amèrica: rius Amazones, Orinoco i de les Guaianes.

## Ús comercial
És important com a aliment per als humans.

## Observacions
És inofensiu per als humans.